# San Antonio (Intibucá)
San Antonio é uma cidade hondurenha do departamento de Intibucá.